# Coulans-sur-Gée
Coulans-sur-Gée là một xã thuộc tỉnh Sarthe trong vùng Pays-de-la-Loire tây bắc nước Pháp. Xã này có diện tích 27,48 km2, dân số năm 2006 là 1343.